# Pietro Francesco Contarini
Pietro Francesco Contarini (Venezia, 1502 – Venezia, 24 dicembre 1555) è stato un patriarca cattolico italiano.

## Biografia
Di nobilissima famiglia veneziana, filosofo ed erudito, ricoprì diverse cariche pubbliche, fino a divenire Censore.
Fu eletto dal Senato veneziano patriarca il 21 agosto del 1554. Laico, la settimana successiva ricevette tutti gli ordini e la consacrazione patriarcale.
Morì la notte di Natale del 1555, dopo appena pochi mesi di patriarcato.